# Ridderspooruil
De ridderspooruil (Periphanes delphinii) is een nachtvlinder uit de familie van de uilen (Noctuidae).

## Beschrijving
De voorvleugellengte bedraagt tussen de 14 en 15 millimeter. De voorvleugel heeft een opvallende paars met lila tekening.

## Waardplanten
De ridderspooruil gebruikt ridderspoor (Delphinium) en monnikskap (Aconitum) als waardplanten. De rups is te vinden in juli en augustus. De soort overwintert als pop in de grond.

## Voorkomen
De soort komt verspreid over Zuid-Europa, Noord-Afrika, Klein-Azië en Centraal-Azië voor. De soort vliegt vaak overdag. De vlinder kent één generatie die vliegt in mei en juni.